# Автобан A9 (Австрія)
Автобан A9 (нім. Pyhrn autoway, Фірнське шосе) — автобан в Австрії. Проходить через Альпи двома двосмуговими тунелями 5 400 метровий Босрукський тунель і 8 320 метровий Глейнальмський тунель. Найдовший тунель на автомагістралі – довжиною 10 кілометрів Тунель Плабуч під Грацом та його околицями. Остання ділянка магістралі була завершена у 2004 році.
У той час як у 2016 році деякі ділянки все ще залишаються однопроїзною смугою, включно з деякими тунелями, на А9 тривала робота над тим, щоб автобан Пірн був повністю двопроїзним. 19 жовтня 2015 року було відкрито другу проїжджу частину Босрукського тунелю. Ланцюговий тунель Клаус (8 км) і Глейнальмський тунель (8,3 км — останні ділянки з однією проїзною частиною — планувалося отримати другу проїзну частину наприкінці 2018 року та у 2019 році відповідно.
Автомагістраль на південь від розв'язки А2 є частиною пан'європейського коридору X.